# Acanthodelta indeterminata
Acanthodelta indeterminata là một loài bướm đêm trong họ Noctuidae.